# 片原饅頭
片原饅頭（かたはらまんじゅう）とは、群馬県前橋市で製造されていた酒饅頭。前橋市の土産菓子となっていた。

## 歴史
もとは1832年（天保3年）創業の片原饅頭志満屋本店が製造していた（前三百貨店〔現・前橋テルサ〕前に店舗があった）。長く地元の人に愛され、前橋の土産菓子となっていた。しかし、手間がかかる製法や後継者不足により、1996年（平成8年）に志満屋本店は閉店し、164年続いた歴史に一旦幕を下ろした。
その後、元競輪選手で餃子店を経営していた福島正幸が、地元（福島も前橋市出身）銘菓だった片原饅頭の復元を決意。全国から麹菌を取り寄せて温度管理や発酵の見極めなど試行錯誤を何年も繰り返した。そして志満屋の元職人頭の助けを借りて、2004年（平成16年）に「ふくまんじゅう」という名で酒まんじゅうの製造・販売（前ばし万十屋本店を開店した）に進出。その後、片原饅頭の復元が完了したとして、志満屋本店の閉店から14年ぶりに2010年（平成22年）5月、「ふくまんじゅう」を改め『片原饅頭復元』と銘打って販売を開始した。2012年には「片原饅頭」を商標登録した。
店は繁盛していたが、経営者も年を重ねており、後継者が不在のため前ばし万十屋も2020年11月15日に閉店となった。閉店後も片原饅頭の事業を継承してくれる企業や個人を探す活動が行われている。